# Angela Merici

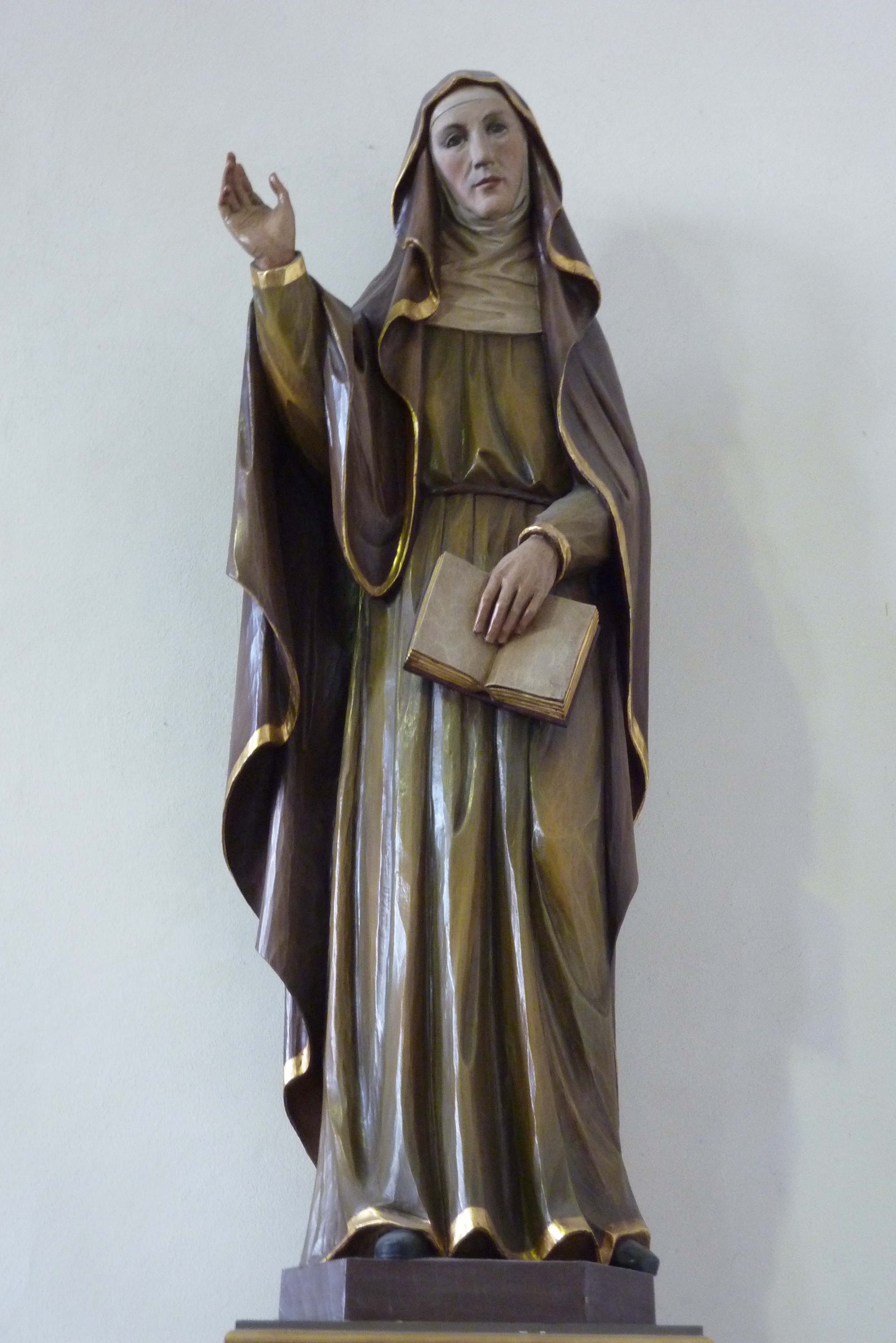
Beeld van de heilige Angela Merici in een kloosterkerk in Ahrweiler

Angela Merici (Desenzano del Garda, 21 maart 1470, 1474 of 1475 - Brescia, 27 januari 1540) was een Italiaanse katholieke religieuze. Zij was de stichteres van de kloosterorde van de ursulinen, de eerste orde binnen de Katholieke Kerk die zich in het bijzonder richtte op onderwijs voor meisjes. Zij is in 1807 heilig verklaard; haar feestdag is 27 januari.
 

## Biografie
Angela Merici was de dochter van de adellijke Giovanni Merici die in de omgeving van Desenzano een landgoed had. Haar moeder kwam uit de aanzienlijke familie Biancosi. Zij werd al op jonge leeftijd wees en woonde na de dood van haar ouders met haar oudere zus bij een oom in Salò. Haar zuster stierf korte tijd later. In Salò trad Merici toe tot de derde orde van Franciscus van Assisi (de Orde van Franciscaanse Seculieren), die leken (personen die niet zijn gewijd tot geestelijke) de mogelijkheid biedt om zich in dienst van de kerk te stellen. In 1524 nam ze met Romano deel aan een pelgrimstocht naar Palestina. Tijdens een tussenstop op Kreta werd ze bijna geheel blind. Ze reisde wel door naar Palestina en kreeg pas op de terugreis haar zicht terug.  
Op haar twintigste keerde ze terug naar Desenzano en leerde daar ook rijke burgers uit Brescia kennen. Zij woonde tot 1529 in Brescia in het huis van de koopman Antonio Romana vlak bij de kerk San Agata. In 1506 kreeg ze een visioen terwijl ze tijdens de oogst op het veld aan het werk was. Hierin werd haar verteld dat ze een gemeenschap van vrouwen zou stichten, gewijd aan de heilige Ursula, die zich zou inzetten voor onderwijs aan meisjes. Dit vormde de inspiratie voor haar latere werk.  
In Brescia kwam ze in contact met  de Compagnia di Divone Amore (het genootschap van de goddelijke liefde), een groep mannen die in ziekenhuizen werkte en zich inzetten voor religieuze vernieuwing. Merici vormde een vergelijkbare groep vrouwen die zich vooral inzetten voor religieuze vorming van kinderen. Ze leidde een zeer ascetisch en sober leven, met nadruk op werk ten dienste van anderen en gebed.  
Bij een bezoek aan Rome een jaar later vroeg paus Clemens VII haar om de leiding te nemen van een orde die zich bezighield met ziekenzorg. Ze sloeg het aanbod af omdat ze dit niet als haar roeping zag.

## Stichting van de orde

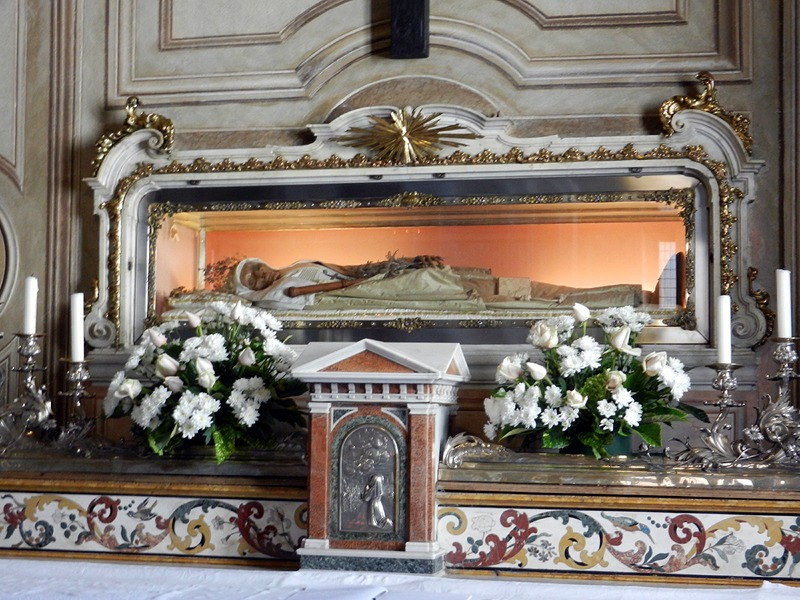
Stoffelijk overschot van Angela Merici in de naar haar genoemde kerk in Brescia

Op 25 november 1535 legden Merici en 28 andere vrouwen in Brescia een gelofte van kuisheid af en wijdden zich aan god. Zij bleven echter bij hun families wonen, niet in een klooster. Dit was het begin van de Orde van Sint-Ursula. Een jaar later schreef Merici de kloosterregel voor de orde, die inmiddels uit 76 vrouwen bestond. De ursulinen zouden zich richten op christelijke opvoeding en onderwijs voor meisjes. Zij meende dat ook de families van de meisjes baat zouden hebben van dit werk, en indirect de hele christelijke samenleving. In 1536 keurde de bisschop de kloosterregel goed en in 1537 werd Merici gekozen tot overste voor de rest van haar leven. 
Een jaar voor haar dood dicteerde ze een spiritueel testament, waarin ze benadrukte dat overreding effectiever is dan dwang en haar nonnen opriep om altijd geïnteresseerd te zijn in de individuele mens. In 1539 werd ze ernstig ziek; ze stierf op 27 januari 1540. De volgende dag werd haar lichaam onder grote publieke belangstelling overgebracht naar de San Afrakerk in Brescia waar ze werd bijgezet. Sinds de Tweede Wereldoorlog heet deze kerk Sant'Angela Merici. Het stoffelijk overschot van Merici is daar nog steeds in een glazen schrijn te zien. Zij wordt binnen de katholieke kerk gerekend tot de zogenaamde 'onvergankelijke' heiligen, wier lichamen na hun dood uitzonderlijk goed bewaard zijn gebleven.

## Heiligverklaring
In 1768 werd Merici zalig verklaard door paus Clemens XIII; in 1807 volgde haar heiligverklaring door paus Pius VII. Haar feestdag was oorspronkelijk 31 mei maar is later verschoven naar 27 januari. Ze is patrones van leraressen en wordt aanroepen tegen de koorts. In de iconografie wordt ze afgebeeld in habijt met sluier, kruis, rozenkrans of open boek. De door haar opgerichte orde van de ursulinen is nog steeds wereldwijd actief in het onderwijs voor vrouwen en meisjes.